# CSM Ploiești (handbal feminin)

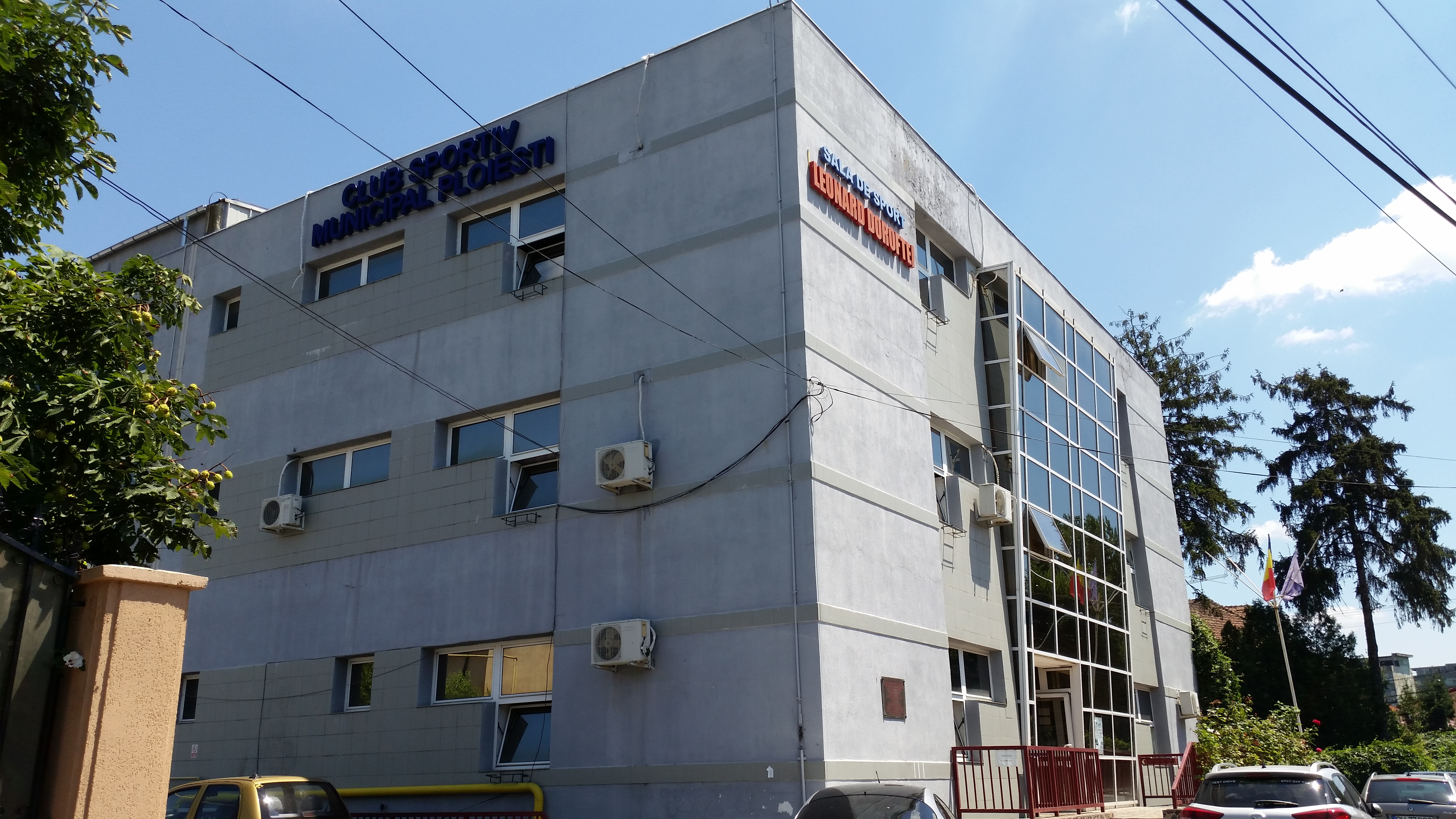
Sediul CSM Ploiești.

Clubul Sportiv Municipal Ploiești a fost o echipă feminină de handbal din Ploiești, România. Înființată prin Hotărârea Consiliului Local nr. 108 din 31.08.2004, ca secție de handbal feminin a asociației polisportive Clubul Sportiv Municipal Ploiești. Echipa a promovat în sezonul 2011/12 în Liga Națională iar în anul 2016 s-a desființat datorită problemelor financiare.
În mod obișnuit, echipa de handbal a jucat meciurile de pe teren propriu în Sala Sporturilor Olimpia, însă datorită lucrărilor de modernizare, începute în anul 2010, CSM Ploiești a susținut partidele de acasă în Sala Sporturilor din Plopeni. În decembrie 2012, Augustin Iancu, directorul clubului din Ploiești, a anunțat că a obținut acordul ca toate partidele de pe teren propriu din returul sezonului 2012/13 să se desfășoare în sala de la Aerodromul „Gheorghe Bănciulescu” din Strejnic, urmând ca aceasta să fie omologată de Federația Română de Handbal. Începând din noiembrie 2013, CSM Ploiești a jucat meciurile disputate acasă în nou-renovata Sală Olimpia.

## Meciuri europene
Conform Federației Europene de Handbal și Federației Române de Handbal:
| Sezon   | Competiție | Fază    | Club               | Tur   | Retur | Total |
| ------- | ---------- | ------- | ------------------ | ----- | ----- | ----- |
|         |            |         |                    |       |       |       |
| 2016-17 | Cupa EHF   | Turul 1 | HC Neistin         | 26-24 | 31-20 | 57–44 |
| 2016-17 | Cupa EHF   | Turul 2 | Iuventa Michalovce | 19-45 | 14-49 | 25–94 |

## Sezoane recente
Conform Federației Române de Handbal și Federației Europene de Handbal:
Până în sezonul 1996-1997 primul eșalon al handbalului românesc s-a numit Divizia A (DA) iar al doilea eșalon s-a numit Divizia B (DB). Din sezonul 1997-1998 primul eșalon al handbalului românesc s-a numit Liga Națională (LN) iar al doilea eșalon s-a numit Divizia A (DA).
Cupa României s-a desfășurat începând cu sezonul 1977-1978. În sezoanele 1990-1991, 1999-2000, 2000-2001, 2004-2005, 2007-2008, 2008-2009, 2009-2010 și 2011-2012 nu a fost organizată.
Supercupa României s-a desfășurat începând cu sezonul 2006-2007. În sezoanele 2007-2008, 2008-2009, 2009-2010 și 2011-2012 nu a fost organizată.
| Sezon   | Competiție națională | Loc | Cupa României | Supercupa României | Competiție europeană | Competiție europeană |
| ------- | -------------------- | --- | ------------- | ------------------ | -------------------- | -------------------- |
| 2011-12 | DA                   | 1   |               |                    |                      |                      |
| 2012-13 | LN                   | 9   |               |                    |                      |                      |
| 2013-14 | LN                   | 12  |               |                    |                      |                      |
| 2014-15 | LN                   | 8   |               |                    |                      |                      |
| 2015-16 | LN                   | 6   |               |                    |                      |                      |
| 2016-17 | LN                   | ✳   |               |                    | Cupa EHF             | Turul 2              |

✳ Exclusă din campionat.

## Problemele financiare
Echipa a cunoscut câteva momente în care s-a confruntat cu probleme financiare. În septembrie 2015, presa locală din Ploiești a publicat un raport al Comisiei de Supraveghere și Verificare a CSM Ploiești întocmit la începutul acelei luni. Raportul atrăgea atenția asupra managementului defectuos și prezenta o serie de nereguli privind grila de salarizare și modul de întocmire al contractelor cu handbalistele. Ulterior, presa a publicat și salariile jucătoarelor și ale membrilor băncii tehnice, considerându-le „jaf pe bani publici”.
În iulie 2016, Primăria Ploiești, principalul finanțator al echipei, acumulase datorii de 2 luni la plata salariilor către handbaliste și echipa tehnică. iar cazările acestora nu mai fuseseră plătite, Motivul principal a fost refuzul directorului economic al primăriei Ploiești, Nicoleta Crăciunoiu, de a accepta ca plata sportivilor să se facă prin PFA-urile înființate de aceștia, considerând că astfel se eschivează de la plata unor impozite, deși bugetul necesar pentru funcționarea clubului fusese aprobat printr-o hotărâre de Consiliu Local, iar jucătoarele își încasaseră deja timp de trei luni banii prin această modalitate de plată. Reprezentanții sportivilor și conducătorii clubului s-au întâlnit cu oficiali din primăria Ploiești, dar li s-a adus la cunoștință că finanțarea clubului nu a fost deblocată. În consecință, pe 12 august 2016, șapte handbaliste și antrenorul croat au depus memorii la FRH solicitând să devină liberi de contract.
Federația Română de Handbal a somat clubul să anunțe, până pe data de 22 august 2016, la ora 16:00, dacă se va înscrie în Liga Națională. În aceeași zi, FRH a acordat o păsuire de patru zile clubului ploieștean. Pe 26 august, conducerea clubului a confirmat într-o adresă către FRH înscrierea în Liga Națională.
Cu toate acestea, pe 1 septembrie 2016, conducerea CSM a decis, în urma unei ședințe cu coordonatorii secțiilor sportive, să suspende complet activitatea clubului, constatând că „blocajul financiar persistă”. Concluzia a reieșit după întâlnirea din dimineața aceleiași zile pe care directorul clubului, Cezar Stoichiciu, a avut-o cu primarul și viceprimarul orașului Ploiești și cu reprezentanții direcțiilor juridică și economică. La finalul acesteia, directorul economic Nicoleta Crăciunoiu a refuzat din nou să acorde viza de Control Financiar Preventiv Propriu (CFPP) pentru deblocarea fondurilor care ar fi permis desfășurarea activității clubului sportiv.
Pe 3 septembrie 2016, clubul a anunțat că Ramona Farcău și Nicoleta Tudor au devenit libere de contract și au părăsit echipa. Același lucru s-a întâmplat și cu Aneta Udriștioiu și Oana Apetrei, transferate în vara anului 2016 și care n-au apucat să evolueze în niciun meci oficial pentru CSM Ploiești. Pe 7 septembrie s-a despărțit de echipă și căpitanul acesteia, Mihaela Tivadar.
Pe 6 septembrie 2016, în timpul unei vizite pe care Adrian Dobre, primarul municipiului Ploiești, a făcut-o la sediul clubului, acesta a declarat că situația plăților nu a fost încă deblocată, dar că a apelat la sprijinul unui sponsor pentru a finanța deplasarea echipei în Insulele Feroe, în vederea meciului tur din prima rundă a Cupei EHF. Handbalistele au anunțat că refuză să facă deplasarea în lipsa banilor datorați lor de către club. Totuși, pe 8 septembrie, clubul a informat că opt handbaliste vor face deplasarea în Feroe, doi portari și șase jucătoare de câmp.
Cu doar șase handbaliste de câmp și doi portari, CSM Ploiești a învins pe HC Neistin în ambele manșe și s-a calificat în runda a doua. Dragica Tatalović, Ivana Božović și Marina Dmitrović nu au jucat decât în meciul tur împotriva handbalistelor din Feroe, pentru că, pe 17 septembrie 2016, au devenit și ele libere de contract. Tot pe 17 septembrie, pagina oficială a CSM Ploiești a anunțat că, în cursul zilei de luni, 19 septembrie, „clubul va înștiința Federația Română de Handbal că, în condițiile în care a rămas fără jucătoare, nu se poate prezenta la meciul din etapa a II-a a Ligii Naționale, de la Roman”. Pe data de 19 septembrie 2016, toate celelalte handbaliste rămase au devenit libere de contract, iar echipa nu s-a prezentat la meciul contra CSM Roman, pe care l-a pierdut astfel cu 0-10. Pe 20 septembrie, echipa a fost retrasă oficial din Liga Națională.
Deși inițial, după calificarea în Turul 2, a dorit să se retragă, CSM Ploiești a continuat în Cupa EHF, a disputat dubla manșă cu Iuventa Michalovce, prezentând o formație alcătuită doar din junioare, a pierdut ambele partide, și a fost astfel eliminată din competiția europeană.
Pe 21 septembrie 2016, după o întrunire a Consiliului de Administrație, CSM Ploiești a făcut public că va continua totuși să evolueze în prima ligă. În meciul din 22 septembrie contra Dunării Brăila, CSM Ploiești a folosit o echipă de 11 jucătoare formată din handbaliste de la grupa de junioare a clubului plus singura jucătoare rămasă din fosta formație de senioare, portarul Alina Dumitru. Echipa a fost condusă de fostul antrenor secund Daniel Gheorghe. Echipa a mai jucat apoi 5 partide folosind handbaliste de la secțiile de junioare, dar pe 3 noiembrie 2016, clubul a transmis către FRH o notificare în care preciza că nu poate organiza meciul de pe teren propriu din etapa a IX-a „datorită dificultăților financiare cu care se confruntă”. Conform Regulamentului de Organizare și Desfășurare a Competițiilor Naționale de Handbal 2016-2017, echipa CSM Ploiești a fost sancționată cu „excluderea din Liga Națională, cu drept de înscriere în ultima categorie competițională pentru sezonul următor și 10.000 lei penalizare”.

## Galerie de imagini

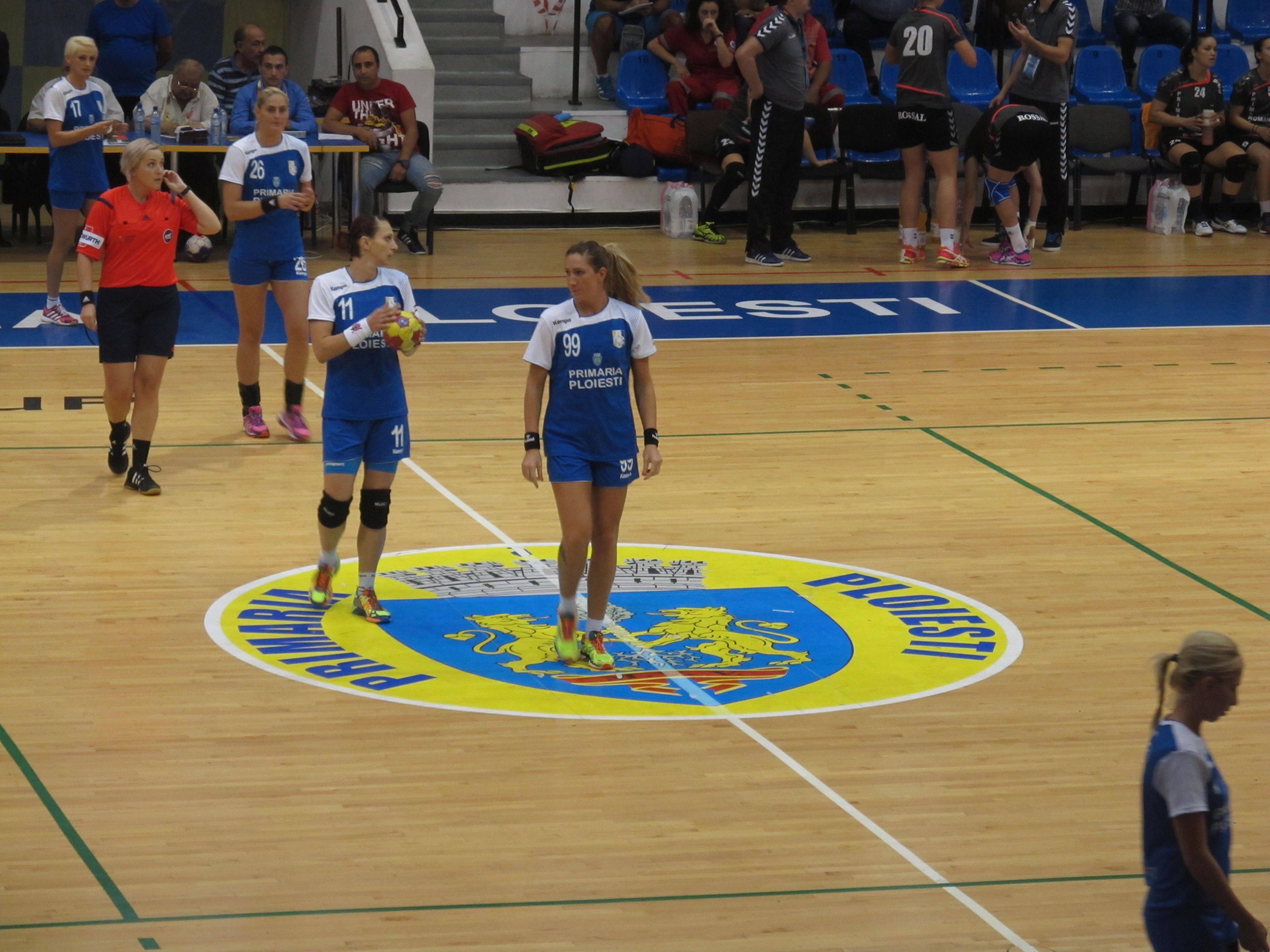
CSM Ploiești, 23 septembrie 2015. De la stânga la dreapta: Ramona Farcău, Nicoleta Tudor, Mihaela Tivadar, Marina Dmitrović și Cătălina Preda. Arbitru, Carmen Florescu.
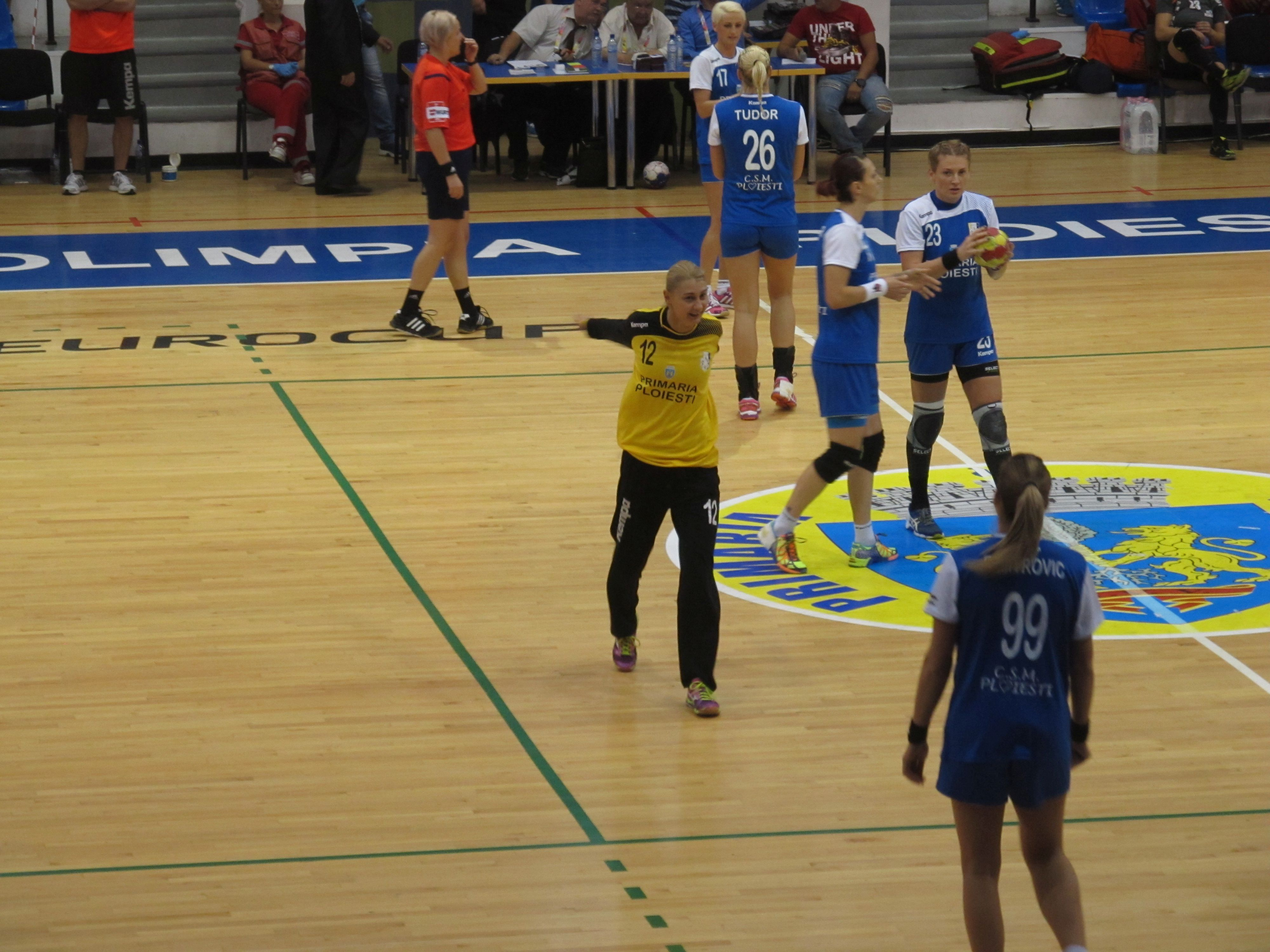
CSM Ploiești, 23 septembrie 2015. De sus în jos: Ramona Farcău, Nicoleta Tudor, Mihaela Tivadar, Irina Șuțka, Dragica Tatalović (în galben) și Marina Dmitrović. Arbitru, Carmen Florescu.
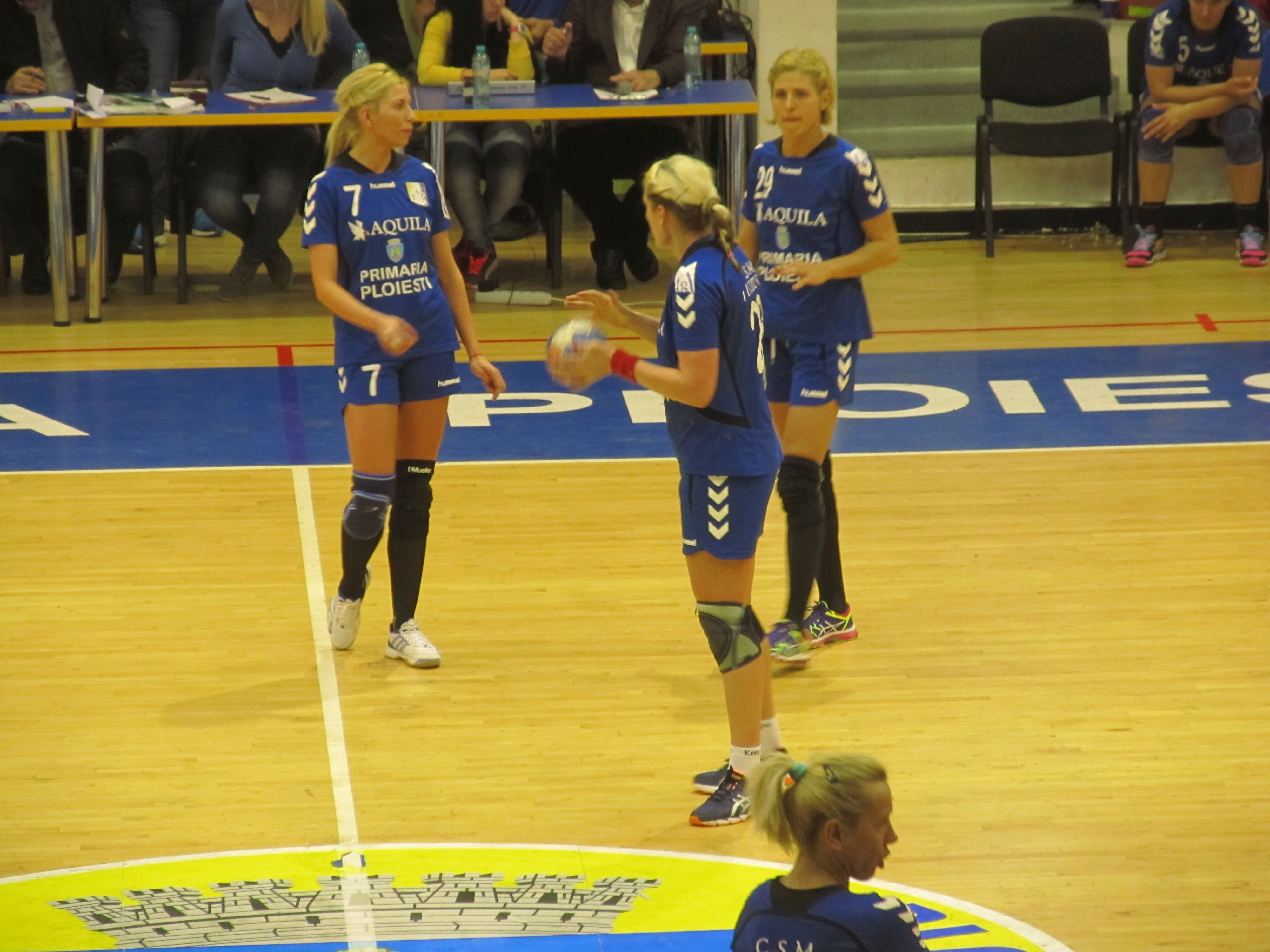
CSM Ploiești, 21 aprilie 2015. De la stânga la dreapta: Cătălina Preda, Iryna Shutska și Sanja Vlaškalić. Jos, Daciana Balaban.
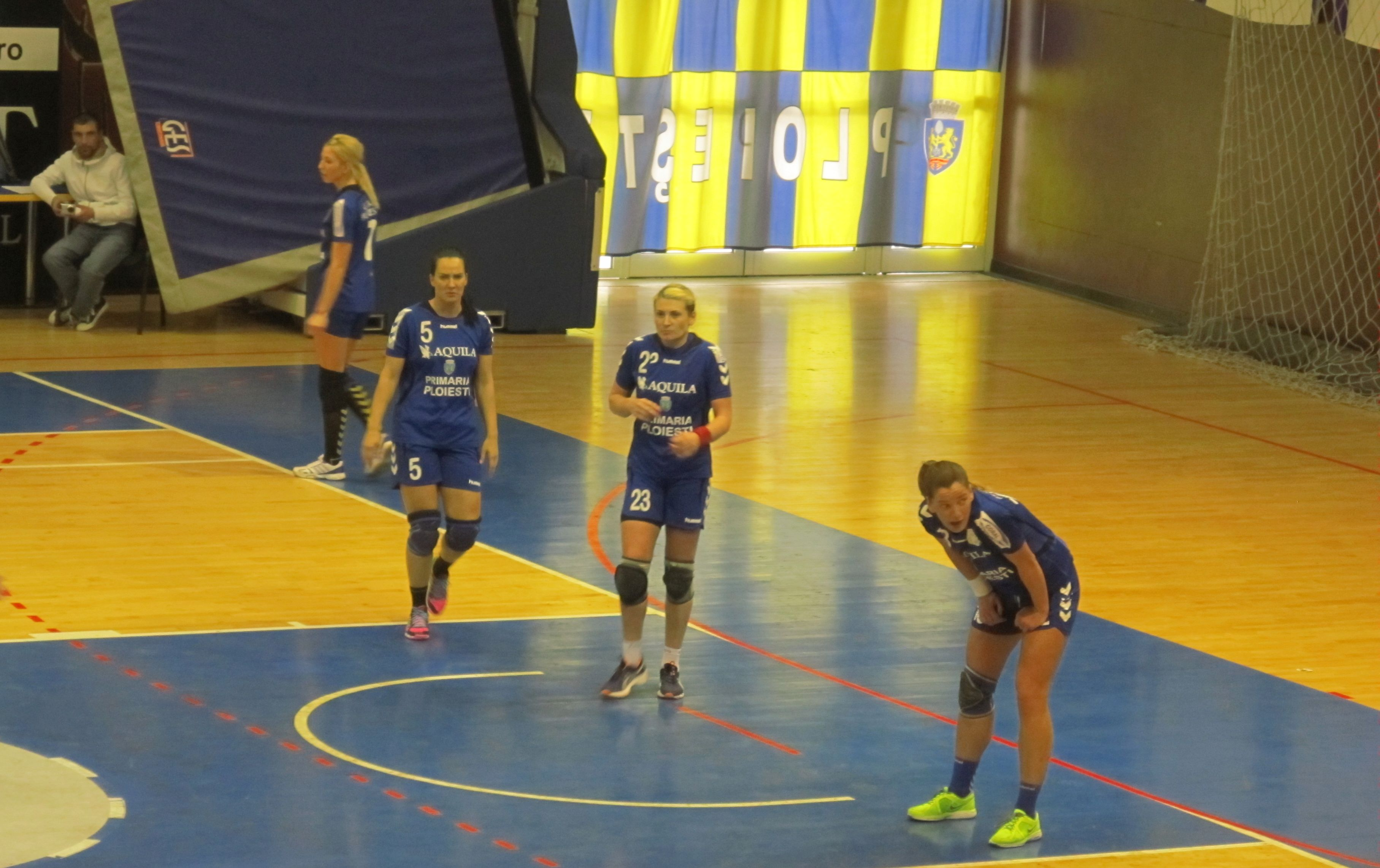
CSM Ploiești, 21 aprilie 2015. De la stânga la dreapta: Cătălina Preda, Ionela Dinu, Irina Șuțka și Ana Tóth.
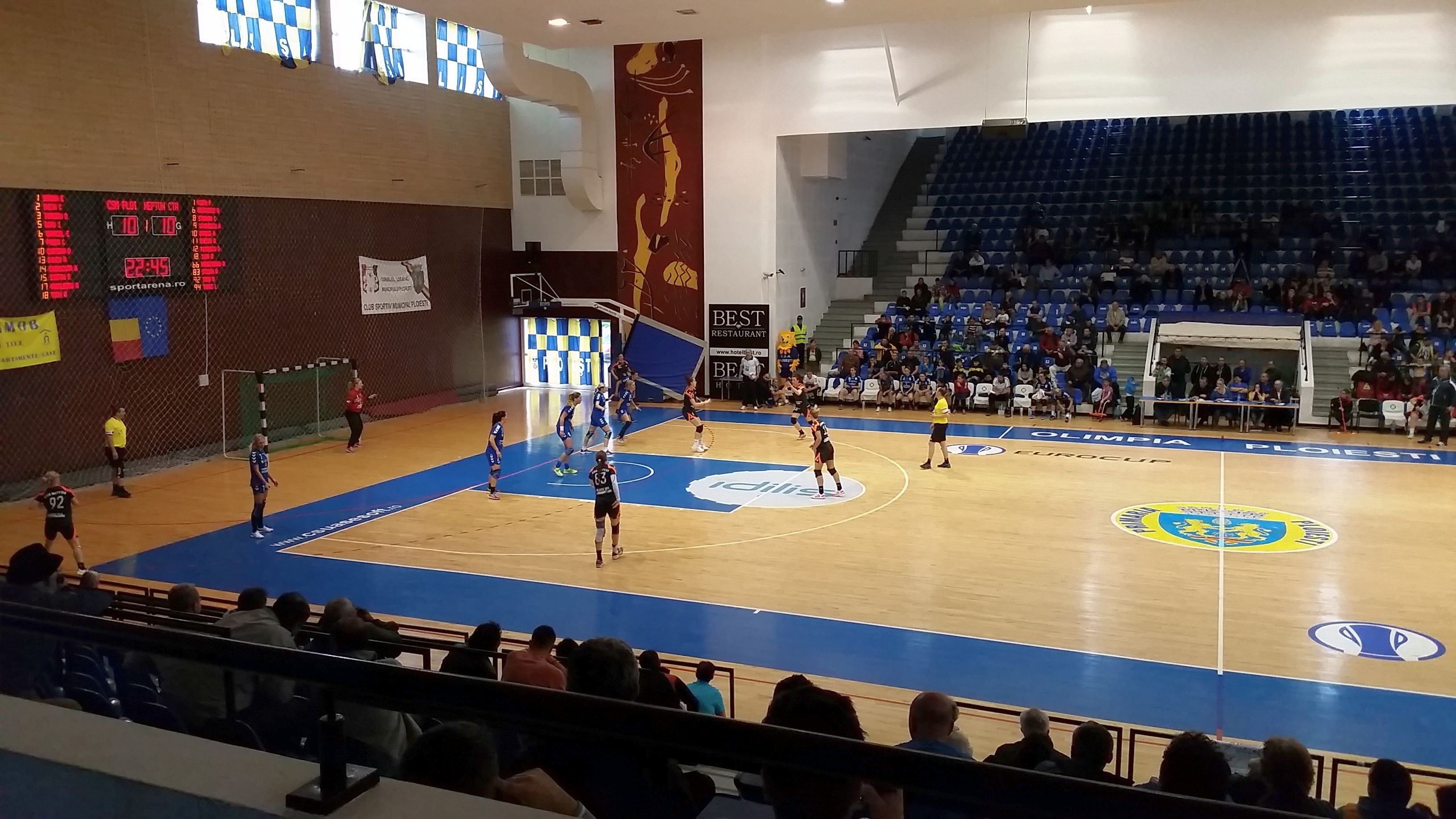
CSM Ploiești, 21 aprilie 2015. Secvență din timpul partidei dintre CSM Ploiești și CSU Neptun Constanța desfășurată în Sala Sporturilor Olimpia din Ploiești.
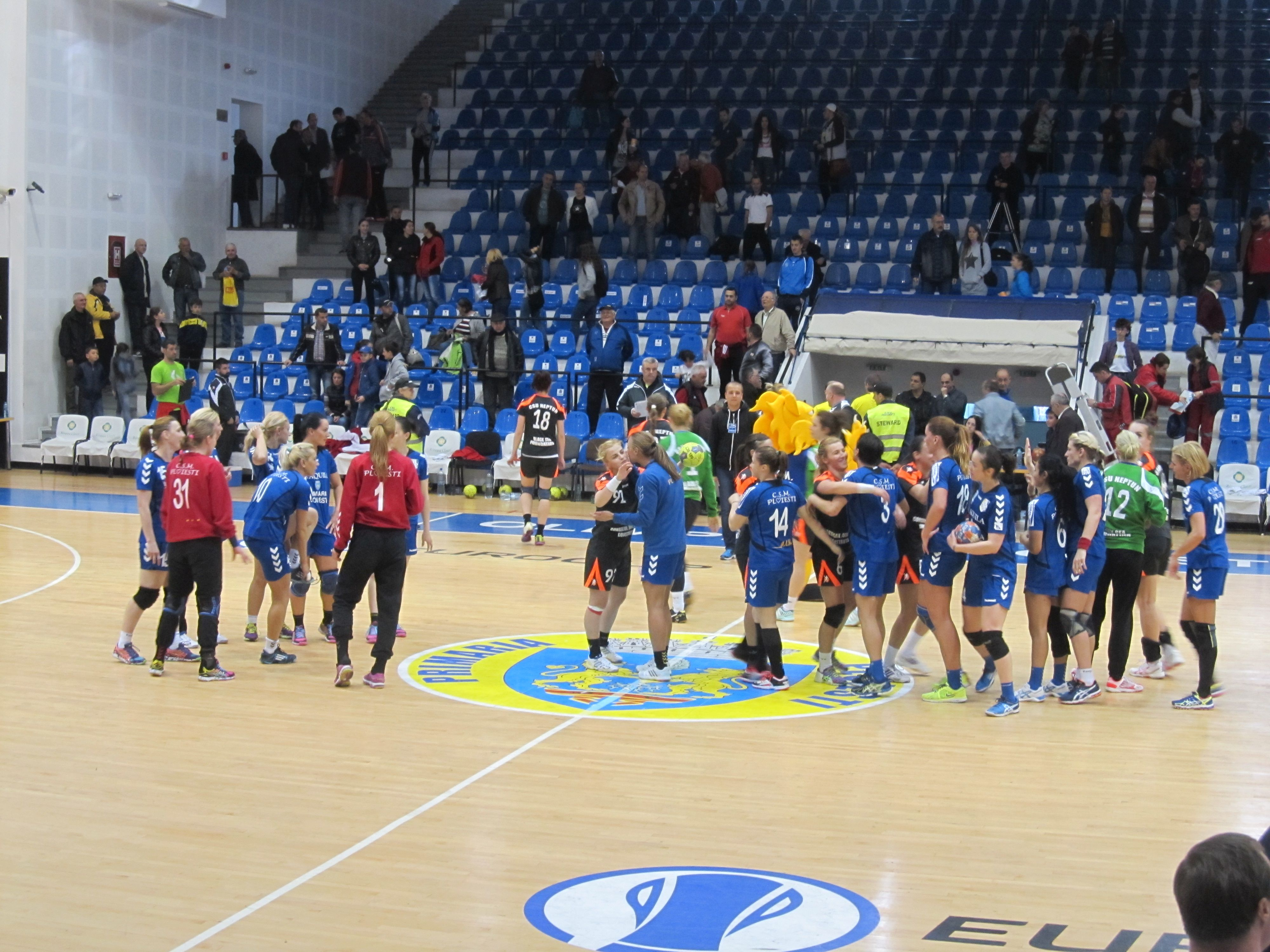
CSM Ploiești, 21 aprilie 2015. Secvență de la sfârșitul partidei dintre CSM Ploiești și CSU Neptun Constanța desfășurată în Sala Sporturilor Olimpia din Ploiești.
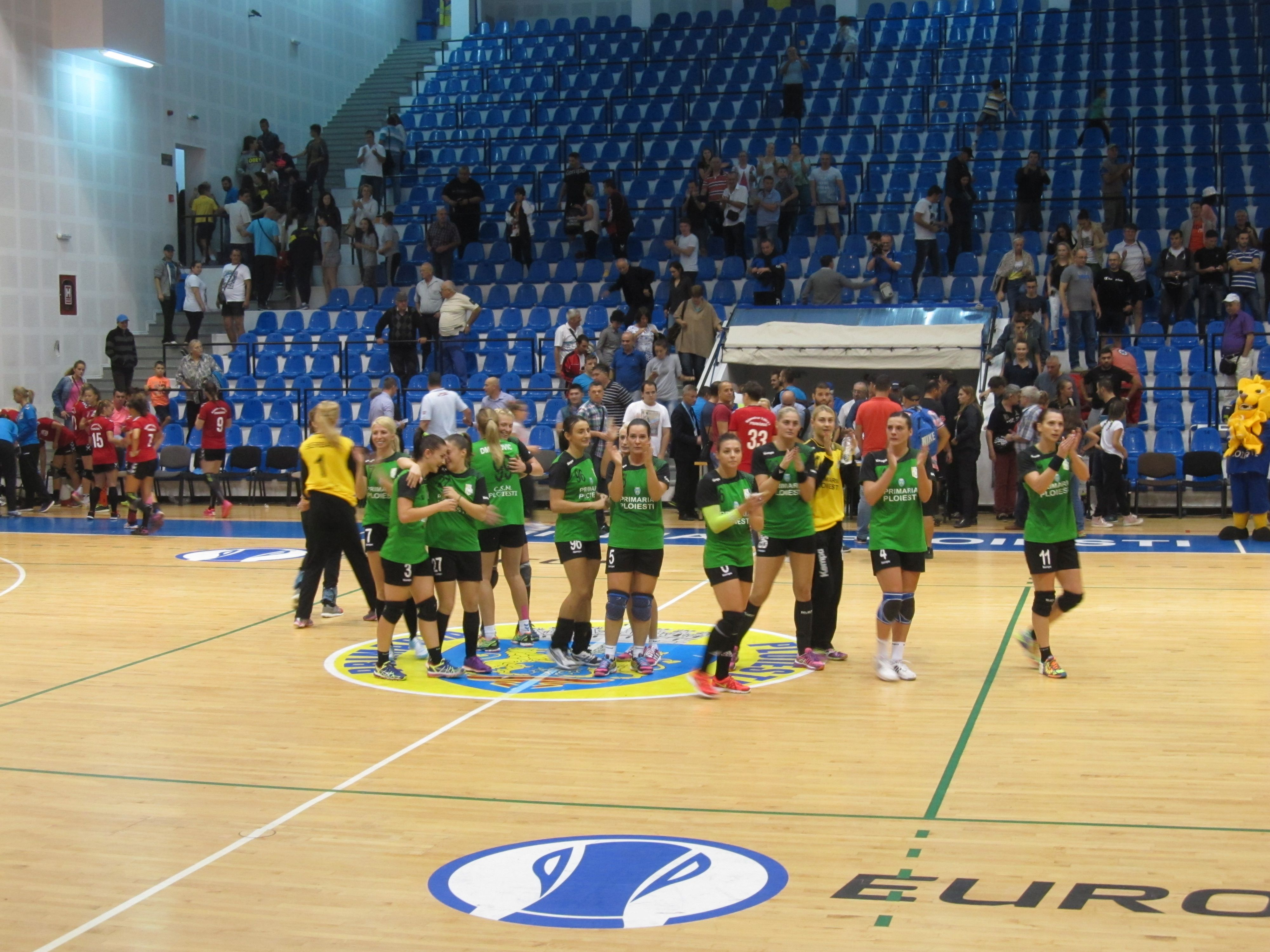
CSM Ploiești, 14 septembrie 2015. Secvență de la sfârșitul partidei dintre CSM Ploiești și HCM Râmnicu Vâlcea desfășurată în Sala Sporturilor Olimpia din Ploiești.
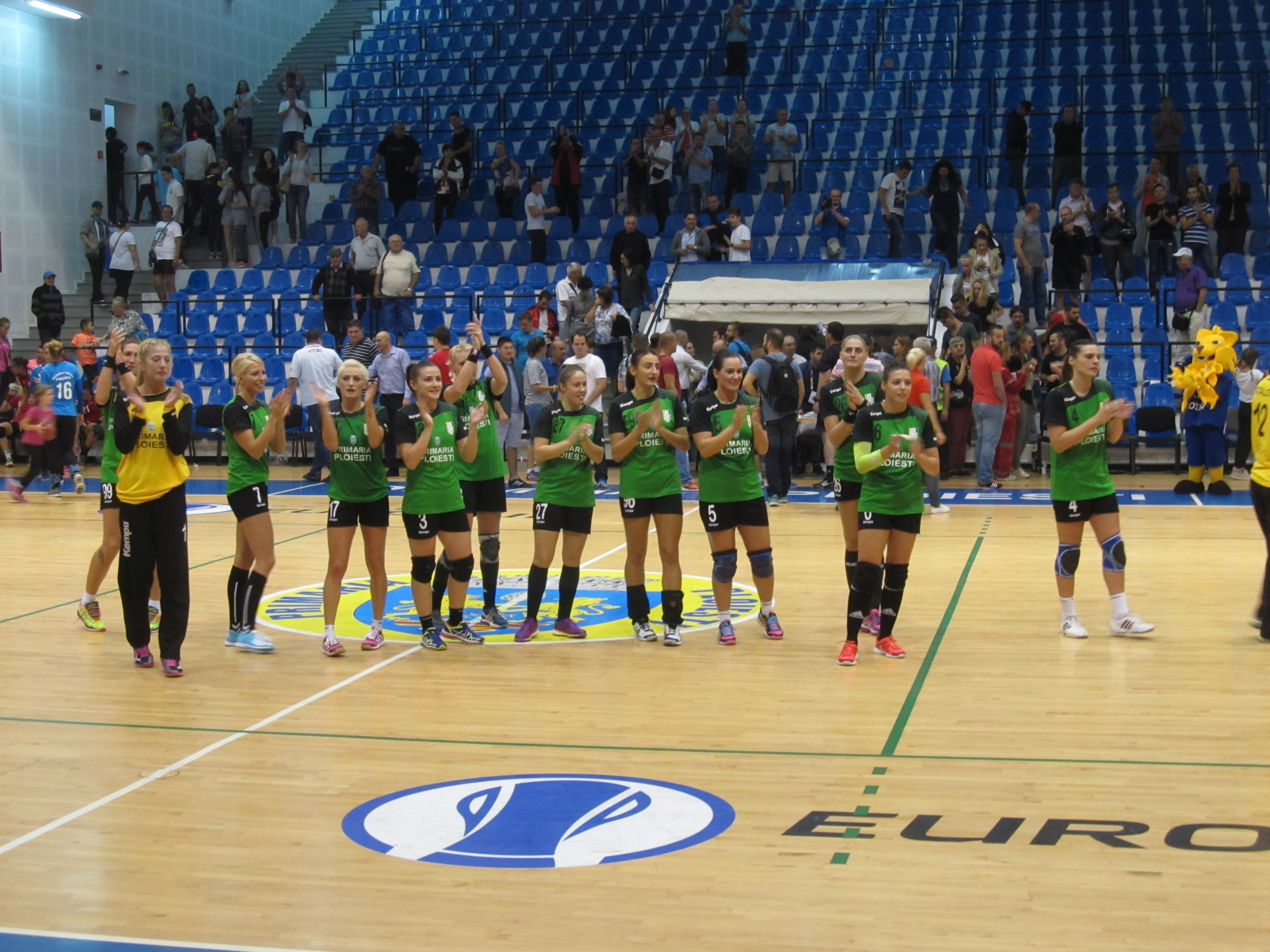
CSM Ploiești, 14 septembrie 2015. De la stânga la dreapta: Marina Dmitrović, Elena Șerban, Cătălina Preda, Ramona Farcău, Adriana Vasilescu, Irina Șuțka, Andreea Chiricuță, Alexandra Carașol, Ionela Dinu, Nicoleta Tudor, Maria Gavrilă și Ivana Božović

## Echipa
Ultima componență cunoscută, cea din etapa a VII-a a sezonul 2016-2017 a Ligii Naționale:
| Portari - Cristina Mititelu Extreme Extreme stânga - Ghiulgian Adin - Bianca Marin - Andreea Mihart - Mihaela Năstase Extreme dreapta - Alexandra Ganea Pivoți - Andra State - Ionela Țânțar | Centri - Anisa Șerban Intermediari Intermediari stânga - Ana Maria Gros - Ana Maria Văcariu Intermediari dreapta - Andreea Fulgeanu - Bianca Ionescu |

## Banca tehnică
Ultima componență cunoscută:
| Nume              | Naționalitate | Ocupație             |
| ----------------- | ------------- | -------------------- |
| Daniel Gheorghe   | România       | Antrenor principal   |
| Iulian Emancipatu | România       | Antrenor cu portarii |
| Mihai Băican      | România       | Medic                |
| Răzvan Constantin | România       | Maseur               |

## Conducerea administrativă
| Nume             | Naționalitate | Ocupație               |
| ---------------- | ------------- | ---------------------- |
| Cezar Stoichiciu | România       | Președinte             |
| Costin Ilie      | România       | Organizator competiții |
| Mircea Anton     | România       | Director tehnic        |

## Marcatoare în competițiile europene
Conform Federației Europeane de Handbal:
| Sezon   | Competiție | Poz. | Nume              | Goluri |
| ------- | ---------- | ---- | ----------------- | ------ |
|         |            |      |                   |        |
| 2016-17 | Cupa EHF   |      |                   |        |
| 2016-17 | Cupa EHF   | 1    | Marina Dmitrović  | 12     |
| 2016-17 | Cupa EHF   | 2    | Andreea Chiricuță | 11     |
| 2016-17 | Cupa EHF   | 3    | Carmen Gheorghe   | 10     |
| 2016-17 | Cupa EHF   | 4    | Daciana Balaban   | 8      |
| 2016-17 | Cupa EHF   | 4    | Anisa Șerban      | 8      |
| 2016-17 | Cupa EHF   | 5    | Andreea Mihart    | 7      |
| 2016-17 | Cupa EHF   | 5    | Irina Șuțka       | 7      |
| 2016-17 | Cupa EHF   | 6    | Bianca Marin      | 6      |
| 2016-17 | Cupa EHF   | 7    | Izabela Mitrescu  | 5      |
| 2016-17 | Cupa EHF   | 8    | Ionela Dinu       | 4      |
| 2016-17 | Cupa EHF   | 8    | Alexandra Ganea   | 4      |
| 2016-17 | Cupa EHF   | 9    | Isabela Dragnea   | 2      |
| 2016-17 | Cupa EHF   | 9    | Andra State       | 2      |
| 2016-17 | Cupa EHF   | 10   | Ana Maria Gros    | 1      |
| 2016-17 | Cupa EHF   | 10   | Narcisa Nurciu    | 1      |

| Poz. | Nume              | Goluri |
| ---- | ----------------- | ------ |
|      |                   |        |
| 1    | Marina Dmitrović  | 12     |
| 2    | Andreea Chiricuță | 11     |
| 3    | Carmen Gheorghe   | 10     |
| 4    | Daciana Balaban   | 8      |
| 4    | Anisa Șerban      | 8      |
| 5    | Andreea Mihart    | 7      |
| 5    | Irina Șuțka       | 7      |
| 6    | Bianca Marin      | 6      |
| 7    | Izabela Mitrescu  | 5      |
| 8    | Ionela Dinu       | 4      |
| 8    | Alexandra Ganea   | 4      |
| 9    | Isabela Dragnea   | 2      |
| 9    | Andra State       | 2      |
| 10   | Ana Maria Gros    | 1      |
| 10   | Narcisa Nurciu    | 1      |

## Marcatoare în competițiile naționale
| Sezon            | Nume | Goluri |
| ---------------- | ---- | ------ |
|                  |      |        |
| 2012-13          |      |        |
| Janina Luca      | 78   |        |
|                  |      |        |
| 2013-14          |      |        |
| Mirela Roman     | 154  |        |
|                  |      |        |
| 2014-15          |      |        |
| Irina Șuțka      | 102  |        |
|                  |      |        |
| 2015-16          |      |        |
| Marina Dmitrović | 177  |        |
|                  |      |        |
| 2016-17          |      |        |
| Andreea Mihart   | 22✳  |        |

| Ediție           | Nume | Goluri |
| ---------------- | ---- | ------ |
|                  |      |        |
| 2013-14          |      |        |
| Raluca Anghelina | 16   |        |
|                  |      |        |
| 2014-15          |      |        |
| Andreea Dincu    | 4    |        |
| Marinela Gherman | 4    |        |
|                  |      |        |
| 2015-16          |      |        |
| Marina Dmitrović | 7    |        |

✳ CSM Ploiești a fost exclusă din campionat după etapa a IX-a din sezonul 2016-2017, iar rezultatele din meciurile susținute de CSM Ploiești au fost anulate.

## Jucătoare notabile
| - Daniela Crap - Janina Luca - Andreea Enescu - Ramona Farcău - Nicoleta Tudor - Andreea Dincu - Mihaela Tivadar - Elena Șerban - Marina Dmitrović - Dragica Tatalović - Ivana Božović - Irina Șuțka-Burtea |

## Antrenori notabili
| - Simona Gogîrlă - Dumitru Muși - Gheorghe Covaciu - Goran Kurteš - Neven Hrupec |